# Robert K. G. Temple
Robert K. G. Temple (1945) è uno scrittore statunitense.
Ha studiato lingue e letterature orientali, tra cui il sanscrito, presso l'Università della Pennsylvania a Filadelfia. È autore di un famoso e controverso libro di paleoastronautica, The Sirius Mystery, iniziato nel 1967 e terminato nel 1976, in cui sostiene che la popolazione africana Dogon avrebbe contatti con una presunta civiltà extraterrestre proveniente da un pianeta del sistema stellare Sirio. Egli afferma che tali tesi sui Dogon, che non trovano nessun riscontro scientifico, sarebbero basate sull'interpretazione di lavori degli etnologi Marcel Griaule e Germaine Dieterlen.